# Katarina Krpež Slezak
Katarina Krpež Slezak (szerb cirill betűkkel: Катарина Крпеж, Zombor, 1988. május 2. –) szerb válogatott kézilabdázó, a román SCM Craiova játékosa.

## Pályafutása

### Klubcsapatokban
2009-ig nevelőegyesületében, a Vrnjačka Banja csapatában kézilabdázott. Egy szezont eltöltött a Kikinda együttesében is, majd a Zaječarhoz szerződött, ahol bajnoki címet nyert a 2010–2011-es szezonban és megnyerte a Szerb Kupát is. A 2011–2012-es szezonban a macedón Metalurg Szkopje játékosa volt, amellyel szintén bajnok és kupagyőztes lett. A következő éveket a szlovén Krim Ljubljanában töltötte, ahol 2013-ban és 2014-ben a bajnokságban és a hazai kupasorozatban is egyaránt aranyérmes lett. 2014 nyarán szerződött Magyarországra, az Érd NK csapatához, ahol ezt követően hat szezont töltött el. Ez idő alatt több alkalommal végzett csapatával a bajnokság harmadik helyén és három alkalommal ő lett a magyar élvonal legeredményesebb játékosa is. 2017 novemberében magyar állampolgársági esküt tett. 2019-ben bejelentette, hogy gyermekáldás miatt szünetelteti pályafutását. 2020 nyarától az orosz Rosztov-Don játékosa. Egy idényt követően, 2021 nyarától újra a szlovén Krim játékosaként folytatja pályafutását.

### A válogatottban
A szerb válogatottal három világbajnokságon és hat Európa-bajnokságon vett részt. A 2013-as, hazai rendezésű tornán tagja volt az ezüstérmes szerb csapatnak. Ötven góljával ő volt a 2018-as Európa-bajnokság legeredményesebb játékosa.

## Sikerei, díjai
Zaječar
- Szerb bajnokság győztese: 2011
- Szerb Kupa-győztes: 2011

Metalurg Szkopje
- Macedón bajnokság győztese: 2012
- Macedón Kupa-győztes: 2012

Krim Ljubljana
- Szlovén bajnokság győztese: 2013, 2014
- Szlovén Kupa-győztes: 2013, 2014

Érd
- Magyar bajnokság bronzérmese: 2014–15, 2015–16
- A magyar bajnokság legeredményesebb játékosa: 2016, 2018, 2019